# Acul-du-Nord (gemeente)
Acul-du-Nord (Haïtiaans-Creools: Akil dinò) is een stad en gemeente in Haïti met 56.000 inwoners. 
De plaats ligt 15 km ten zuidwesten van de stad Cap-Haïtien. Het is de hoofdplaats van het arrondissement Acul-du-Nord in het departement Nord.
Er wordt rijst, koffie en fruit verbouwd. Ook wordt er vee gehouden. Verder is er een haven.

## Indeling
De gemeente bestaat uit de volgende sections communales:
| Nr. | Naam                         | Km²   | Inw.2015 |
| --- | ---------------------------- | ----- | -------- |
| 1   | Camp-Louise                  | 24,48 | 8.866    |
| 2   | Bas de l'Acul (Basse Plaine) | 36,56 | 22.350   |
| 3   | Mornet                       | 34,55 | 10.987   |
| 4   | Grande Ravine                | 31,16 | 3.635    |
| 5   | Coupe à David                | 15.42 | 2.817    |
| 6   | Soufrière                    | 44,20 | 7.253    |